# Melcher Wernstedt
Melcher Wernstedt, född 1602, död 1655, var en svensk landshövding och ståthållare. Han var son till Christoffer von Warnstedt och Lucretia Gyllenhielm samt dotterson till hertig Magnus.
Melcher Wernstedt var elev vid Johannes Messenius adelsskola och därefter student vid Uppsala universitet 1619. Efter disputation där inskrevs han 1622 vid universitetet i Leiden och företog 1623 en resa i Frankrike och England. 1625 deltog han i Gabriel Gustafsson Oxenstiernas ambassad till London och samma år introducerades ätten Wernstedt på Svenska Riddarhuset. 1632 blev Wernstedt fänrik vid Dalregementet. Mellan åren 1635 och 1641 var han landshövding i Österbottens län. Hans far var tidigare ståthållare inom samma region. Han var gift med Christina Ribbing. 